# 北街街道 (凌源市)
北街街道，是中华人民共和国辽宁省朝阳市凌源市下辖的一个乡镇级行政单位。

## 行政区划
北街街道下辖以下地区：
光明社区、铁北社区、西街社区、金瑢多社区、东环社区、粮市社区、天元社区、北街社区和双桥社区。